# Bardengau
O Bardengau foi um condado (Gau) medieval situado no Ducado da Saxônia. Sua principal cidade era Bardowick, e outras cidades importantes eram Luneburgo e Oldenstadt (atual Uelzen).
Desde o século X membros da Casa dos Bilungos foram registrados como condes do Bardengau. Através de seus herdeiros, a Casa de Guelfo, o Bardengau eventualmente se tornou parte do Ducado de Brunsvique-Luneburgo.
O Bardengau fazia fronteira com o Limes Saxonicus, os polábios, os drevanos, o Derlingau, o Lohingau, além dos gaus de Osterwalde, Gretinge, Sturmi, Mosde e Stormarn. Fazia parte da Estfália.